# Maksim Chpilev
Maksim Chpilev est un joueur russe de volley-ball né le 28 novembre 1986. Il mesure 2,00 m et joue réceptionneur-attaquant.

## Clubs
| Club                      | De        | À         |
| ------------------------- | --------- | --------- |
| Zenit Kazan               | 2005-2006 | 2008-2009 |
| Dynamo-Yantar Kaliningrad | 2009-2010 | 2009-2010 |
| Zenit Kazan               | 2010-2011 |           |

## Palmarès
- Ligue des champions (1)
  - Vainqueur : 2008
- Championnat de Russie (2)
  - Vainqueur : 2007, 2009
- Coupe de Russie (1)
  - Vainqueur : 2007